# Alianza del Lápiz
Alianza del Lápiz (o simplemente Lápiz) es un partido político venezolano de centro, fundado el 1 de noviembre de 2017. Actualmente cuentan con dos alcaldes en los municipios San Sebastián y Libertador del estado Aragua, y un diputado en la Asamblea Nacional. A su vez, tienen un concejal en el Municipio Libertador de Caracas, junto a otros concejales en el resto del país.

## Historia
El partido participó por primera vez en las elecciones regionales de Venezuela de 2021, donde su candidato principal y presidente de la organización política, Antonio Ecarri, quedó en segundo lugar para la alcaldía del Municipio Libertador de Caracas, perdiendo contra el partido de gobierno PSUV, y superando al candidato de la Mesa de la Unidad Democrática, estableciéndose como la primera fuerza de oposición en la capital del país.
Los partidos Alianza del Lápiz, Cambiemos, Avanzada Progresista y el Movimiento de Integridad Nacional (Min-Unidad) decidieron presentar el 22 de marzo de 2024 ante el Consejo Nacional Electoral (CNE) la postulación de Antonio Ecarri como candidato a los comicios presidenciales, convocados el 28 de julio de 2024.

## Ideología
El partido se define como «un movimiento social y político inspirado en el pensamiento político (...) de Arturo Uslar Pietri, Luis Beltrán Pietro Figueroa y Cecilio Acosta, que busca la transformación de Venezuela a través de la educación.». Dentro de sus propuestas, se encuentran la dolarización y la priorización de la educación.

## Trayectoria
La Alianza del Lápiz se estableció como un partido de oposición alejado de la dinámica de la Mesa de la Unidad Democrática, participando en las Elecciones regionales de Venezuela de 2021 con un candidato propio, Antonio Ecarri, trayendo consigo un descontento por parte de sectores de la oposición . Sin embargo, los resultados de las elecciones lo posicionaron como la segunda opción electoral en la capital del país.
Desde 2021, han logrado reunirse con líderes políticos extranjeros, tales como José Luis Rodríguez Zapatero, Ernesto Samper, y Juan Fernández Miranda. Recientemente, sus dirigentes también han mantenido conversaciones con el gobierno de Nicolás Maduro para solicitar «la reincorporación de Venezuela a la Organización Estados Iberoamericanos para la Educación, la Ciencia y la Cultura», al igual que otras demandas alineadas a su política.

## Resultados electorales

### Elecciones presidenciales
|  | 0 % |

|  | 0.94 % |

|  | 0.18 % |

|  | 0.60 % |

|  | 0.99 % |

|  | 0.99 % |